# Garrett Lewis
Garrett Lewis (Saint Louis, 2 aprile 1935 – Woodland Hills, 29 gennaio 2013) è stato uno scenografo statunitense.
Ha ricevuto per quattro volte la nomination ai premi Oscar nella categoria migliore scenografia (1989, 1990, 1992 e 1993), tuttavia senza mai vincere.

## Filmografia parziale
- 1985 - Sweet Dreams
- 1988 - Spiagge
- 1989 - Glory - Uomini di gloria
- 1990 - Pretty Woman
- 1991 - Hook - Capitan Uncino
- 1992 - Dracula di Bram Stoker
- 1997 - Face/Off - Due facce di un assassino
- 1998 - Nemico pubblico
- 2001 - Mi chiamo Sam
- 2005 - 2 single a nozze